# Patricia Tarabini
Patricia Tarabini (née le 6 août 1968 à la Plata) est une joueuse de tennis argentine, professionnelle pendant plus de vingt ans, de mai 1986 à août 2006. Elle a été championne du monde junior en double filles en 1985 et en simple l'année suivante.
Patricia Tarabini a remporté quinze titres sur le circuit WTA, tous en double dames, se consacrant exclusivement à cette discipline à partir de 1996.
Associée à Paola Suárez, elle a décroché la médaille de bronze aux Jeux olympiques d'Athènes en 2004.
Patricia Tarabini a enfin régulièrement représenté son pays en Coupe de la Fédération/Fed Cup de 1989 à 2004, atteignant les demi-finales en 1993 aux côtés de Gorrochategui et Labat ; l'Argentine s'incline alors face à l'Australie (deux matchs à un).
Son père, Aníbal, était un footballeur argentin ; il a fait partie de l'équipe d'Argentine lors de Coupe du monde 1966 en Angleterre.

## Palmarès

### Titre en simple dames
Aucun

### Finales en simple dames
| No | Date       | Nom et lieu du tournoi                   | Catégorie | Dotation  | Surface      | Vainqueure         | Score    |          |
| -- | ---------- | ---------------------------------------- | --------- | --------- | ------------ | ------------------ | -------- | -------- |
| 1  | 22-05-1989 | Internationaux de Strasbourg, Strasbourg | Tier V    | 100 000 $ | Terre (ext.) | Jana Novotná       | 6-1, 6-2 | Parcours |
| 2  | 11-12-1989 | The Rainha Classic, Guarujá              | Tier V    | 75 000 $  | Dur (ext.)   | Federica Haumüller | 7-6, 6-4 | Parcours |
| 3  | 17-09-1990 | Clarins Open, Paris                      | Tier IV   | 150 000 $ | Terre (ext.) | Conchita Martínez  | 7-5, 6-3 | Parcours |

### Titres en double dames
| No | Date       | Nom et lieu du tournoi                    | Catégorie | Dotation  | Surface         | Partenaire         | Finalistes                          | Score         |          |
| -- | ---------- | ----------------------------------------- | --------- | --------- | --------------- | ------------------ | ----------------------------------- | ------------- | -------- |
| 1  | 10-07-1989 | Arcachon Cup Arcachon                     | Tier V    | 100 000 $ | Terre (ext.)    | Sandra Cecchini    | Mercedes Paz Brenda Schultz         | 6-3, 7-6      | Parcours |
| 2  | 11-09-1989 | Athens Open Athènes                       | Tier V    | 75 000 $  | Terre (ext.)    | Sandra Cecchini    | Silke Meier Elena Pampoulova        | 4-6, 6-4, 6-2 | Parcours |
| 3  | 18-09-1989 | Clarins Open Paris                        | Tier V    | 100 000 $ | Terre (ext.)    | Sandra Cecchini    | Nathalie Herreman Catherine Suire   | 6-1, 6-1      | Parcours |
| 4  | 11-12-1989 | The Rainha Classic Guarujá                | Tier V    | 75 000 $  | Dur (ext.)      | Mercedes Paz       | Claudia Chabalgoity Luciana Corsato | 6-2, 6-2      | Parcours |
| 5  | 16-07-1990 | Estoril Ladies Open Estoril               | Tier V    | 100 000 $ | Terre (ext.)    | Sandra Cecchini    | Carin Bakkum Nicole Jagerman        | 1-6, 6-2, 6-3 | Parcours |
| 6  | 23-09-1991 | Open Whirlpool-Ville de Bayonne Bayonne   | Tier IV   | 150 000 $ | Moquette (int.) | Nathalie Tauziat   | Rachel McQuillan Catherine Tanvier  | 6-3, ab.      | Parcours |
| 7  | 14-09-1992 | Clarins Open Paris                        | Tier IV   | 150 000 $ | Terre (ext.)    | Sandra Cecchini    | Rachel McQuillan Noëlle van Lottum  | 7-5, 6-1      | Parcours |
| 8  | 12-07-1993 | BVV Open Prague                           | Tier IV   | 100 000 $ | Terre (ext.)    | Inés Gorrochategui | Laura Golarsa Caroline Vis          | 6-2, 6-1      | Parcours |
| 9  | 26-07-1993 | San Marino Open Saint-Marin               | Tier IV   | 100 000 $ | Terre (ext.)    | Sandra Cecchini    | Florencia Labat Barbara Rittner     | 6-3, 6-2      | Parcours |
| 10 | 25-07-1994 | Styrian Open Maria Lankowitz              | Tier IV   | 100 000 $ | Terre (ext.)    | Sandra Cecchini    | Alexandra Fusai Karina Habšudová    | 7-5, 7-5      | Parcours |
| 11 | 30-03-1998 | Family Circle Mag. Cup Hilton Head        | Tier I    | 926 250 $ | Terre (ext.)    | Conchita Martínez  | Lisa Raymond Rennae Stubbs          | 3-6, 6-4, 6-4 | Parcours |
| 12 | 05-04-1999 | Bausch & Lomb Championships Amelia Island | Tier II   | 520 000 $ | Terre (ext.)    | Conchita Martínez  | Lisa Raymond Rennae Stubbs          | 7-5, 0-6, 6-4 | Parcours |
| 13 | 20-09-1999 | Toyota Princess Cup Tokyo                 | Tier II   | 520 000 $ | Dur (ext.)      | Conchita Martínez  | Amanda Coetzer Jelena Dokić         | 6-7, 6-4, 6-2 | Parcours |
| 14 | 09-04-2001 | Bausch & Lomb Championships Amelia Island | Tier II   | 565 000 $ | Terre (ext.)    | Conchita Martínez  | Martina Navrátilová Arantxa Sánchez | 6-4, 6-2      | Parcours |
| 15 | 09-07-2001 | Uniqa Grand Prix Vienne                   | Tier III  | 170 000 $ | Terre (ext.)    | Paola Suárez       | Vanessa Henke Lenka Němečková       | 6-4, 6-2      | Parcours |

### Finales en double dames
| No | Date       | Nom et lieu du tournoi                         | Catégorie | Dotation    | Surface         | Vainqueures                         | Partenaire        | Score          |          |
| -- | ---------- | ---------------------------------------------- | --------- | ----------- | --------------- | ----------------------------------- | ----------------- | -------------- | -------- |
| 1  | 06-07-1987 | Volvo Ladies Event Båstad                      |           | 75 000 $    | Terre (ext.)    | Penny Barg Tine Scheuer-Larsen      | Sandra Cecchini   | 6-1, 6-2       | Parcours |
| 2  | 23-04-1990 | International Championships of Spain Barcelone | Tier IV   | 150 000 $   | Terre (ext.)    | Mercedes Paz Arantxa Sánchez        | Sabrina Goleš     | 6-7, 6-2, 6-1  | Parcours |
| 3  | 10-09-1990 | Austrian Open Kitzbühel                        | Tier IV   | 100 000 $   | Terre (ext.)    | Petra Langrová Radka Zrubáková      | Sandra Cecchini   | 6-0, 6-4       | Parcours |
| 4  | 15-07-1991 | Citroen Austrian Open Kitzbühel                | Tier IV   | 150 000 $   | Terre (ext.)    | Bettina Fulco Nicole Jagerman       | Sandra Cecchini   | 7-5, 6-4       | Parcours |
| 5  | 18-10-1993 | Budapest Open Budapest                         | Tier III  | 150 000 $   | Moquette (int.) | Inés Gorrochategui Caroline Vis     | Sandra Cecchini   | 6-1, 6-3       | Parcours |
| 6  | 16-05-1994 | Internationaux de Strasbourg Strasbourg        | Tier III  | 150 000 $   | Terre (ext.)    | Lori McNeil Rennae Stubbs           | Caroline Vis      | 6-3, 3-6, 6-2  | Parcours |
| 7  | 01-05-1995 | Citizen Cup Hambourg                           | Tier II   | 430 000 $   | Terre (ext.)    | Gigi Fernández Martina Hingis       | Conchita Martínez | 6-2, 6-3       | Parcours |
| 8  | 08-05-1995 | Italian Open Rome                              | Tier I    | 806 250 $   | Terre (ext.)    | Gigi Fernández Natasha Zvereva      | Conchita Martínez | 3-6, 7-6, 6-4  | Parcours |
| 9  | 05-05-1997 | Italian Open Rome                              | Tier I    | 926 250 $   | Terre (ext.)    | Nicole Arendt Manon Bollegraf       | Conchita Martínez | 6-2, 6-4       | Parcours |
| 10 | 21-07-1997 | Bank of the West Classic Stanford              | Tier II   | 450 000 $   | Dur (ext.)      | Lindsay Davenport Martina Hingis    | Conchita Martínez | 6-1, 6-3       | Parcours |
| 11 | 10-05-1999 | German Open Berlin                             | Tier I    | 1 050 000 $ | Terre (ext.)    | Alexandra Fusai Nathalie Tauziat    | Jana Novotná      | 6-3, 7-5       | Parcours |
| 12 | 17-04-2000 | Family Circle Cup Hilton Head                  | Tier I    | 1 080 000 $ | Terre (ext.)    | Virginia Ruano Pascual Paola Suárez | Conchita Martínez | 7-5, 6-3       | Parcours |
| 13 | 14-05-2001 | Italian Open Rome                              | Tier I    | 1 200 000 $ | Terre (ext.)    | Cara Black Elena Likhovtseva        | Paola Suárez      | 6-1, 6-1       | Parcours |
| 14 | 10-09-2001 | Brasil Open Bahia                              | Tier II   | 625 000 $   | Dur (ext.)      | Amanda Coetzer Lori McNeil          | Nicole Arendt     | 6-78, 6-2, 6-4 | Parcours |
| 15 | 13-05-2002 | Italian Open Rome                              | Tier I    | 1 224 000 $ | Terre (ext.)    | Virginia Ruano Pascual Paola Suárez | Conchita Martínez | 6-3, 6-4       | Parcours |
| 16 | 26-04-2004 | J&S Cup Varsovie                               | Tier II   | 585 000 $   | Terre (ext.)    | Silvia Farina Francesca Schiavone   | Gisela Dulko      | 3-6, 6-2, 6-1  | Parcours |

### Titre en double mixte
| No | Date       | Nom et lieu du tournoi | Catégorie | Dotation    | Surface      | Partenaire   | Finalistes                | Score    |          |
| -- | ---------- | ---------------------- | --------- | ----------- | ------------ | ------------ | ------------------------- | -------- | -------- |
| 1  | 27-05-1996 | Roland-Garros Paris    | G. Chelem | 4 456 343 $ | Terre (ext.) | Javier Frana | Nicole Arendt Luke Jensen | 6-2, 6-2 | Parcours |

## Parcours en Grand Chelem

### En simple dames
| Année | Open d'Australie | Open d'Australie   | Internationaux de France | Internationaux de France | Wimbledon       | Wimbledon          | US Open         | US Open             |
| ----- | ---------------- | ------------------ | ------------------------ | ------------------------ | --------------- | ------------------ | --------------- | ------------------- |
| 1986  | n/a              | n/a                | 2e tour (1/32)           | Claudia Porwik           | -               | -                  | -               | -                   |
| 1987  | -                | -                  | 1er tour (1/64)          | Isabelle Demongeot       | 1er tour (1/64) | Kumiko Okamoto     | 3e tour (1/16)  | Steffi Graf         |
| 1988  | -                | -                  | 2e tour (1/32)           | Radka Zrubáková          | -               | -                  | -               | -                   |
| 1989  | -                | -                  | 1er tour (1/64)          | Ann Grossman             | -               | -                  | 3e tour (1/16)  | Chris Evert         |
| 1990  | -                | -                  | 3e tour (1/16)           | Manuela Maleeva          | -               | -                  | 1er tour (1/64) | Naoko Sawamatsu     |
| 1991  | 2e tour (1/32)   | Sabine Appelmans   | -                        | -                        | -               | -                  | 1er tour (1/64) | Martina Navrátilová |
| 1992  | 1er tour (1/64)  | Yayuk Basuki       | 1er tour (1/64)          | Sabine Hack              | 1er tour (1/64) | Catarina Lindqvist | -               | -                   |
| 1993  | 1er tour (1/64)  | Nicole Arendt      | 2e tour (1/32)           | Katerina Maleeva         | 1er tour (1/64) | Brenda Schultz     | 1er tour (1/64) | Sabine Hack         |
| 1994  | 2e tour (1/32)   | Romana Tedjakusuma | 1er tour (1/64)          | Julie Halard             | 2e tour (1/32)  | Helena Suková      | 1er tour (1/64) | Radka Zrubáková     |
| 1995  | 2e tour (1/32)   | Dally Randriantefy | 1er tour (1/64)          | Kristie Boogert          | -               | -                  | -               | -                   |

À droite du résultat, l’ultime adversaire.

### En double dames
| Année | Open d'Australie              | Open d'Australie           | Internationaux de France    | Internationaux de France   | Wimbledon                    | Wimbledon                     | US Open                      | US Open                    |
| ----- | ----------------------------- | -------------------------- | --------------------------- | -------------------------- | ---------------------------- | ----------------------------- | ---------------------------- | -------------------------- |
| 1986  | n/a                           | n/a                        | -                           | -                          | 1er tour (1/32) Gisele Miro  | B. Cordwell A. Villagrán      | -                            | -                          |
| 1987  | -                             | -                          | 2e tour (1/16) W. Probst    | Kohde-Kilsch Helena Suková | 3e tour (1/8) Neige Dias     | Elise Burgin R. Fairbank      | 2e tour (1/16) MJ Fernández  | M. L. Piatek Anne White    |
| 1988  | -                             | -                          | 1er tour (1/32) Neige Dias  | C. Benjamin Hu Na          | -                            | -                             | -                            | -                          |
| 1989  | -                             | -                          | 2e tour (1/16) L. Ferrando  | Jana Novotná Helena Suková | -                            | -                             | 1er tour (1/32) S. Cecchini  | M. Lindström H. Ludloff    |
| 1990  | -                             | -                          | 1/4 de finale S. Cecchini   | L. Neiland N. Zvereva      | -                            | -                             | 3e tour (1/8) S. Cecchini    | Steffi Graf Lori McNeil    |
| 1991  | 1er tour (1/32) Linda Wild    | Jo-Anne Faull M. Jaggard   | -                           | -                          | -                            | -                             | 1er tour (1/32) S. Cecchini  | K. Kschwendt B. Schultz    |
| 1992  | 1er tour (1/32) A. Temesvári  | Lori McNeil Nicole Provis  | 1/4 de finale Mary Pierce   | Jana Novotná L. Neiland    | 1er tour (1/32) Jenny Byrne  | A. Kijimuta N. Sawamatsu      | 1er tour (1/32) S. Cecchini  | Hetherington Kathy Rinaldi |
| 1993  | 3e tour (1/8) F. Labat        | Patty Fendick J. Strnadová | 1/2 finale S. Cecchini      | G. Fernández N. Zvereva    | -                            | -                             | 1/4 de finale S. Cecchini    | G. Fernández N. Zvereva    |
| 1994  | 2e tour (1/16) Steffi Graf    | M. Bollegraf Debbie Graham | 3e tour (1/8) S. Cecchini   | G. Fernández N. Zvereva    | 2e tour (1/16) S. Cecchini   | Nicole Arendt K. Radford      | 2e tour (1/16) S. Cecchini   | Elly Hakami D. Scott       |
| 1995  | 3e tour (1/8) C. Martínez     | Jana Novotná A. Sánchez    | 3e tour (1/8) C. Martínez   | Jana Novotná A. Sánchez    | 1/4 de finale C. Martínez    | G. Fernández N. Zvereva       | 1/4 de finale C. Martínez    | Hetherington K. Radford    |
| 1996  | 3e tour (1/8) C. Martínez     | Nicole Arendt M. Bollegraf | 3e tour (1/8) C. Martínez   | M. McGrath L. Neiland      | 3e tour (1/8) C. Martínez    | M. Hingis Helena Suková       | 3e tour (1/8) C. Martínez    | Nicole Arendt M. Bollegraf |
| 1997  | 1/4 de finale C. Martínez     | L. Davenport Lisa Raymond  | 1/4 de finale C. Martínez   | A. Fusai N. Tauziat        | 1er tour (1/32) C. Martínez  | Els Callens G. Helgeson       | 1/4 de finale C. Martínez    | M. Hingis A. Sánchez       |
| 1998  | 1/2 finale C. Martínez        | L. Davenport N. Zvereva    | 1/4 de finale C. Martínez   | M. Hingis Jana Novotná     | 1er tour (1/32) C. Martínez  | Barabanschikova Erika de Lone | 1er tour (1/32) C. Martínez  | Janet Lee Wang Shi-Ting    |
| 1999  | 1er tour (1/32) C. Martínez   | Åsa Svensson Jelena Dokić  | 3e tour (1/8) C. Martínez   | L. Neiland A. Sánchez      | 2e tour (1/16) C. Martínez   | Liezel Huber K. Srebotnik     | 3e tour (1/8) C. Martínez    | L. Davenport C. Morariu    |
| 2000  | 2e tour (1/16) C. Martínez    | Erika de Lone Nicole Pratt | 1/4 de finale C. Martínez   | M. Hingis Mary Pierce      | 2e tour (1/16) C. Martínez   | J. Capriati Jelena Dokić      | 1/4 de finale C. Martínez    | Els Callens D. Monami      |
| 2001  | 1er tour (1/32) C. Martínez   | Giulia Casoni H. Nagyová   | 3e tour (1/8) Nicole Pratt  | Lisa Raymond Rennae Stubbs | 1er tour (1/32) M. Salerni   | S. Williams V. Williams       | 2e tour (1/16) Magüi Serna   | L. Courtois Alicia Molik   |
| 2002  | 2e tour (1/16) M. Salerni     | Els Callens Nicole Pratt   | 1er tour (1/32) C. Martínez | Petra Mandula P. Wartusch  | 1er tour (1/32) Iva Majoli   | L. Montalvo E. Tatarkova      | 2e tour (1/16) C. Fernández  | Kim Clijsters Shaughnessy  |
| 2003  | 1er tour (1/32) A. Harkleroad | C. Martínez Nadia Petrova  | 2e tour (1/16) Caroline Vis | D. Hantuchová Chanda Rubin | 1er tour (1/32) Caroline Vis | E. Gagliardi Shaughnessy      | 2e tour (1/16) Caroline Vis  | V. Ruano Paola Suárez      |
| 2004  | -                             | -                          | 3e tour (1/8) Gisela Dulko  | S. Kuznetsova Likhovtseva  | 3e tour (1/8) Gisela Dulko   | V. Ruano Paola Suárez         | 1er tour (1/32) Gisela Dulko | Yan Zi Zheng Jie           |

Sous le résultat, la partenaire ; à droite, l’ultime équipe adverse.

### En double mixte
| Année | Open d'Australie             | Open d'Australie           | Internationaux de France      | Internationaux de France   | Wimbledon                     | Wimbledon                   | US Open                       | US Open                     |
| ----- | ---------------------------- | -------------------------- | ----------------------------- | -------------------------- | ----------------------------- | --------------------------- | ----------------------------- | --------------------------- |
| 1986  | n/a                          | n/a                        | 1er tour (1/32) G. Guerrero   | Navrátilová H. Günthardt   | 1er tour (1/32) G. Tiberti    | Helen Kelesi Brad Drewett   | -                             | -                           |
| 1987  | -                            | -                          | 1/4 de finale Gustavo Luza    | Henricksson M. Schapers    | -                             | -                           | -                             | -                           |
| 1989  | -                            | -                          | 3e tour (1/8) Gustavo Luza    | M. Bollegraf Tom Nijssen   | -                             | -                           | -                             | -                           |
| 1990  | -                            | -                          | 2e tour (1/16) Gustavo Luza   | Beth Herr Tim Pawsat       | -                             | -                           | 1er tour (1/16) Luke Jensen   | J. Richardson D. Macpherson |
| 1991  | 1er tour (1/16) Javier Frana | Hetherington G. Michibata  | -                             | -                          | -                             | -                           | -                             | -                           |
| 1992  | -                            | -                          | 1er tour (1/32) Pablo Albano  | M. Oremans Jacco Eltingh   | -                             | -                           | 1er tour (1/16) R. Båthman    | Helena Suková Tom Nijssen   |
| 1993  | -                            | -                          | -                             | -                          | 2e tour (1/16) Pablo Albano   | Jo Durie Jeremy Bates       | -                             | -                           |
| 1994  | 1er tour (1/16) Jorge Lozano | M. Bollegraf Tom Nijssen   | -                             | -                          | 1er tour (1/32) Pablo Albano  | Silvia Farina Javier Frana  | 1er tour (1/16) Menno Oosting | G. Fernández Cyril Suk      |
| 1995  | 1er tour (1/16) Dave Randall | Lori McNeil J. Sánchez     | 3e tour (1/8) D. Orsanic      | Hetherington J. de Jager   | 2e tour (1/16) Javier Frana   | N. Bradtke Brett Steven     | 2e tour (1/8) Luis Lobo       | G. Fernández Cyril Suk      |
| 1996  | -                            | -                          | Victoire Javier Frana         | Nicole Arendt Luke Jensen  | 2e tour (1/16) Scott Davis    | A. Ellwood Joshua Eagle     | 1er tour (1/16) Kelly Jones   | T. Whitlinger C. Woodruff   |
| 1997  | 1er tour (1/16) Pablo Albano | G. Fernández A. Florent    | 3e tour (1/8) Javier Frana    | R. McQuillan D. Macpherson | 1er tour (1/32) Scott Davis   | F. Perfetti F. Messori      | 1er tour (1/16) Libor Pimek   | Els Callens Piet Norval     |
| 1998  | 1er tour (1/16) D. Orsanic   | R. McQuillan D. Macpherson | 2e tour (1/16) D. Orsanic     | Mercedes Paz Pablo Albano  | 1er tour (1/32) D. Orsanic    | S. Jeyaseelan D. Johnson    | 1/4 de finale D. Johnson      | Lisa Raymond P. Galbraith   |
| 1999  | 1er tour (1/16) J. de Jager  | M. de Swardt David Adams   | 3e tour (1/8) T. Carbonell    | Likhovtseva M. Woodforde   | -                             | -                           | 1er tour (1/16) T. Carbonell  | Irina Spîrlea D. Orsanic    |
| 2000  | 1er tour (1/16) S. Prieto    | A. Kournikova J. Björkman  | -                             | -                          | 1er tour (1/32) Brian MacPhie | Tina Križan Cyril Suk       | 1er tour (1/16) Lucas Arnold  | Åsa Svensson Nicklas Kulti  |
| 2001  | -                            | -                          | -                             | -                          | 1er tour (1/32) B. Haygarth   | Ai Sugiyama E. Ferreira     | 2e tour (1/8) Michael Hill    | E. Tatarkova Mark Knowles   |
| 2002  | -                            | -                          | 1er tour (1/16) Brian MacPhie | B. Schett Joshua Eagle     | 1er tour (1/32) A. Schneiter  | Dominikovic Ben Ellwood     | 1er tour (1/16) Michael Hill  | Els Callens Robbie Koenig   |
| 2003  | 1er tour (1/16) Lucas Arnold | A. Kournikova A. Bogomolov | -                             | -                          | 1er tour (1/32) Lucas Arnold  | D. Hantuchová Kevin Ullyett | -                             | -                           |

Sous le résultat, le partenaire ; à droite, l’ultime équipe adverse.

## Parcours aux Masters

### En double dames
| # | Date       | Nom de l'édition                | ($)       | Surface         | Résultat      | Partenaire        | Ultimes adversaires              | Score    |          |
| - | ---------- | ------------------------------- | --------- | --------------- | ------------- | ----------------- | -------------------------------- | -------- | -------- |
| 1 | 13/11/1995 | WTA Tour Championships New York | 2 000 000 | Moquette (int.) | 1/4 de finale | Conchita Martínez | Jana Novotná Arantxa Sánchez     | 6-3, 6-0 | Parcours |
| 2 | 17/11/1997 | Chase Championships New York    | 2 000 000 | Moquette (int.) | 1/4 de finale | Conchita Martínez | Nicole Arendt Manon Bollegraf    | 6-2, 7-6 | Parcours |
| 3 | 16/11/1998 | Chase Championships New York    | 2 000 000 | Moquette (int.) | 1/4 de finale | Conchita Martínez | Lisa Raymond Rennae Stubbs       | 6-2, 6-2 | Parcours |
| 4 | 15/11/1999 | Chase Championships New York    | 2 000 000 | Moquette (int.) | 1/4 de finale | Conchita Martínez | Lindsay Davenport Corina Morariu | 6-0, 7-5 | Parcours |

## Parcours aux Jeux olympiques

### En simple dames
| # | Date       | Nom de l'olympiade      | Surface      | Résultat       | Ultime adversaire | Score    |          |
| - | ---------- | ----------------------- | ------------ | -------------- | ----------------- | -------- | -------- |
| 1 | 28/07/1992 | Olympic Games Barcelone | Terre (ext.) | 2e tour (1/16) | Jennifer Capriati | 6-4, 6-1 | Parcours |

### En double dames
| # | Date       | Nom de l'olympiade             | Surface      | Résultat        | Partenaire        | Ultimes adversaires                | Score         |          |
| - | ---------- | ------------------------------ | ------------ | --------------- | ----------------- | ---------------------------------- | ------------- | -------- |
| 1 | 28/07/1992 | Olympic Tennis Event Barcelone | Terre (ext.) | 1/4 de finale   | Mercedes Paz      | Leila Meskhi Natasha Zvereva       | 6-2, 6-3      | Parcours |
| 2 | 23/07/1996 | Olympic Tennis Event Atlanta   | Dur (ext.)   | 1er tour (1/16) | Gabriela Sabatini | Sabine Appelmans Laurence Courtois | 5-7, 6-3, 6-4 | Parcours |
| 3 | 15/08/2004 | Olympic Tennis Event Athènes   | Dur (ext.)   | Bronze          | Paola Suárez      | Shinobu Asagoe Ai Sugiyama         | 6-3, 6-0      | Parcours |

## Parcours en Coupe de la Fédération
| #                                                                        | Date       | Lieu         | Surface                        | Gagnante(s)                           | Perdante(s)                          | Score           |          |
|                                                                          |            |              |                                |                                       |                                      |                 |          |
| 1989 - 1er tour (groupe mondial) - Philippines - Argentine - 0 : 2       |            |              |                                |                                       |                                      |                 |          |
| 1                                                                        | 03/10/1989 | Tokyo        | Dur (ext.)                     | Patricia Tarabini                     | Dyan Castillejo                      | 6-1, 6-1        | Parcours |
|                                                                          |            |              |                                |                                       |                                      |                 |          |
| 1989 - 2e tour (groupe mondial) - Argentine - Bulgarie - 0 : 3           |            |              |                                |                                       |                                      |                 |          |
| 2                                                                        | 03/10/1989 | Tokyo        | Dur (ext.)                     | Katerina Maleeva                      | Patricia Tarabini                    | 6-1, 6-0        | Parcours |
|                                                                          |            |              |                                |                                       |                                      |                 |          |
| 1991 - Barrage (groupe mondial I) - Argentine - Brésil - 2 : 1           |            |              |                                |                                       |                                      |                 |          |
| 3                                                                        | 24/07/1991 | Nottingham   |                                | Luciana Corsato                       | Patricia Tarabini                    | 6-1, 1-6, 8-6   | Parcours |
| 3                                                                        | 24/07/1991 | Nottingham   | Mercedes Paz Patricia Tarabini | Claudia Chabalgoity Luciana Corsato   | 6-1, 6-4                             |                 | Parcours |
|                                                                          |            |              |                                |                                       |                                      |                 |          |
| 1992 - 1er tour (groupe mondial) - Argentine - Mexique - 3 : 0           |            |              |                                |                                       |                                      |                 |          |
| 4                                                                        | 14/07/1992 | Francfort    | Terre (ext.)                   | Mercedes Paz Patricia Tarabini        | Angélica Gavaldón Lupita Novelo      | 4-6, 6-4, 6-1   | Parcours |
|                                                                          |            |              |                                |                                       |                                      |                 |          |
| 1992 - 2e tour (groupe mondial) - Japon - Argentine - 1 : 2              |            |              |                                |                                       |                                      |                 |          |
| 5                                                                        | 15/07/1992 | Francfort    | Terre (ext.)                   | Florencia Labat Patricia Tarabini     | Kimiko Date Maya Kidowaki            | 7-5, 6-3        | Parcours |
|                                                                          |            |              |                                |                                       |                                      |                 |          |
| 1992 - 1/4 de finale (groupe mondial) - Argentine - Espagne - 1 : 2      |            |              |                                |                                       |                                      |                 |          |
| 6                                                                        | 17/07/1992 | Francfort    | Terre (ext.)                   | Mercedes Paz Patricia Tarabini        | Noelia Perez-Penate Virginia Ruano   | 6-4, 7-67       | Parcours |
|                                                                          |            |              |                                |                                       |                                      |                 |          |
| 1993 - 1er tour (groupe mondial) - Nouvelle-Zélande - Argentine - 0 : 3  |            |              |                                |                                       |                                      |                 |          |
| 7                                                                        | 19/07/1993 | Francfort    | Terre (ext.)                   | Inés Gorrochategui Patricia Tarabini  | Julie Richardson Claudine Toleafoa   | 6-3, 6-3        | Parcours |
|                                                                          |            |              |                                |                                       |                                      |                 |          |
| 1993 - 2e tour (groupe mondial) - Argentine - Bulgarie - 2 : 1           |            |              |                                |                                       |                                      |                 |          |
| 8                                                                        | 21/07/1993 | Francfort    | Terre (ext.)                   | Inés Gorrochategui Patricia Tarabini  | Katerina Maleeva Magdalena Maleeva   | 5-7, 6-4, 6-2   | Parcours |
|                                                                          |            |              |                                |                                       |                                      |                 |          |
| 1993 - 1/4 de finale (groupe mondial) - États-Unis - Argentine - 1 : 2   |            |              |                                |                                       |                                      |                 |          |
| 9                                                                        | 22/07/1993 | Francfort    | Terre (ext.)                   | Debbie Graham Ann Grossman            | Inés Gorrochategui Patricia Tarabini | 6-3, 3-0, ab.   | Parcours |
|                                                                          |            |              |                                |                                       |                                      |                 |          |
| 1993 - 1/2 finale (groupe mondial) - Argentine - Australie - 1 : 2       |            |              |                                |                                       |                                      |                 |          |
| 10                                                                       | 24/07/1993 | Francfort    | Terre (ext.)                   | Elizabeth Smylie Rennae Stubbs        | Inés Gorrochategui Patricia Tarabini | 4-6, 6-2, 6-3   | Parcours |
|                                                                          |            |              |                                |                                       |                                      |                 |          |
| 1994 - 1er tour (groupe mondial) - Cuba - Argentine - 0 : 3              |            |              |                                |                                       |                                      |                 |          |
| 11                                                                       | 18/07/1994 | Francfort    | Terre (ext.)                   | Patricia Tarabini                     | Yoannis Montesino                    | 6-4, 6-2        | Parcours |
|                                                                          |            |              |                                |                                       |                                      |                 |          |
| 1994 - 2e tour (groupe mondial) - Espagne - Argentine - 3 : 0            |            |              |                                |                                       |                                      |                 |          |
| 12                                                                       | 21/07/1994 | Francfort    | Terre (ext.)                   | Conchita Martínez                     | Patricia Tarabini                    | 6-3, 6-76, 6-2  | Parcours |
|                                                                          |            |              |                                |                                       |                                      |                 |          |
| 1995 - 1/4 de finale (groupe mondial II) - Indonésie - Argentine - 2 : 3 |            |              |                                |                                       |                                      |                 |          |
| 13                                                                       | 22/04/1995 | Jakarta      | Dur (ext.)                     | Gabriela Sabatini Patricia Tarabini   | Yayuk Basuki Romana Tedjakusuma      | 6-4, 6-73, 6-3  | Parcours |
|                                                                          |            |              |                                |                                       |                                      |                 |          |
| 1996 - 1/4 de finale (groupe mondial) - France - Argentine - 3 : 2       |            |              |                                |                                       |                                      |                 |          |
| 14                                                                       | 27/04/1996 | Amiens       | Terre (ext.)                   | Julie Halard Nathalie Tauziat         | Florencia Labat Patricia Tarabini    | 6-2, 6-4        | Parcours |
|                                                                          |            |              |                                |                                       |                                      |                 |          |
| 2004 - 1er tour (groupe mondial) - Argentine - Japon - 4 : 1             |            |              |                                |                                       |                                      |                 |          |
| 15                                                                       | 24/04/2004 | Buenos Aires | Terre (ext.)                   | Mariana Díaz-Oliva Patricia Tarabini  | Shinobu Asagoe Saori Obata           | 7-64, 6-74, 6-2 | Parcours |
|                                                                          |            |              |                                |                                       |                                      |                 |          |
| 2004 - 1/4 de finale (groupe mondial) - Argentine - Russie - 1 : 4       |            |              |                                |                                       |                                      |                 |          |
| 16                                                                       | 10/07/2004 | Buenos Aires | Terre (ext.)                   | Svetlana Kuznetsova Elena Likhovtseva | Gisela Dulko Patricia Tarabini       | 6-2, 5-7, 6-4   | Parcours |

## Classements WTA en fin de saison

### En simple
| Année | 1985 | 1986 | 1987 | 1988 | 1989 | 1990 | 1991 | 1992 | 1993 | 1994 | 1995 |
| Rang  | 305  | 108  | 65   | 37   | 60   | 55   | 116  | 126  | 60   | 104  | 324  |

Source : (en) « Classements de Patricia Tarabini », sur le site officiel du WTA Tour

### En double dames
| Année | 1986 | 1987 | 1988 | 1989 | 1990 | 1991 | 1992 | 1993 | 1994 | 1995 | 2001 | 2002 | 2003 | 2004 |
| Rang  | 152  | 92   | 108  | 41   | 42   | 40   | 43   | 24   | 44   | 25   | 33   | 35   | 109  | 56   |

Source : (en) « Classements de Patricia Tarabini », sur le site officiel du WTA Tour